# Hypsiboas steinbachi
Espèce
Synonymes
- Hyla steinbachi Boulenger, 1905

Hypsiboas steinbachi est une espèce d'amphibiens de la famille des Hylidae.

## Répartition
Cette espèce est endémique du département de Santa Cruz en Bolivie. Elle se rencontre dans la province de Sara.

## Taxinomie
Elle a été relevée de sa synonymie avec Hypsiboas fasciatus par Caminer et Ron en 2014 dans laquelle elle avait été placée par De la Riva en 1990.

## Étymologie
Son nom d'espèce lui a été donné en l'honneur de José Steinbach (1856–1929) qui a collecté les premiers spécimens.

## Publication originale
- Boulenger, 1905 : Descriptions of new Tailless Batrachians in the Collection of the British Museum. Annals and Magazine of Natural History, sér. 7, vol. 16, no 92, p. 180-184 (texte intégral).